# ヴィトー・ログラッソ
ヴィトー・ログラッソ（Vito LoGrasso、1969年6月18日 - ）は、アメリカ合衆国のプロレスラー。ニューヨーク州ニューヨークシティ・ブルックリン出身。
ヴィトー（Vito）またはビッグ・ヴィトー（Big Vito）などのリングネームで知られ、WCWやWWEで活動した。イタリア系アメリカ人であり、自身のギミックでもそれを強くアピールしている。

## 来歴
ジョニー・ロッズ・レスリングクラブで2年間学んだ後、1990年、NCWでデビュー。当初はスカル・フォン・クラッシュ（Skull Von Krush）なるネオナチ・ギミックのキャラクターで、1992年10月にNOWに初来日。1998年1月には全日本プロレスにも来日している。その後はインディー団体やECWを経て1999年よりWCWに所属。WCWではジョニー・ザ・ブルと共にイタリア系であることを前面に押し出したユニット、ママルークス（The Mamalukes）を結成していた。
2004年にはTNAに参戦し、2005年にWWEと契約。契約後は下部団体のOVWを経て、同年6月よりダークマッチに登場。8月からスマックダウン所属となり、ナンジオとチームを結成する。両者ともイタリア系であることから、F.B.I.（フル・ブラッデッド・イタリアンズ）の再結成とも位置づけられた。
2006年には、「ヴィトーは実はオカマなのでは」というストーリーが展開されるようになる。パートナーのナンジオは否定していたが、ヴィトーは事実であることをカミングアウトし、ナンジオとタッグを解消。ワンピース（番組中ではドレスと表記）の出で立ちで試合をするようになり、清算マッチでナンジオを撃沈した。2007年5月にWWEを解雇される。
2010年3月にプロレス・エキスポのネパール大会に参戦。同じくジョニー・ロッズの弟子であるヒマラヤン・タイガーと一騎討ちを行うが、凶器攻撃により観衆がエキサイトし暴動が発生。決着戦を1週間後に行うも敗れた。

## リングネーム
ログラッソが用いたリングネーム
- The Skull
- Skull Von Krush
- Vito "The Skull" Lograsso
- Big Vito
- Vito
- Big Vito "The Skull"

## 得意技
- コード・オブ・サイレンス（バタフライDDT）
- サドン・インパクト
- マフィア・キック
- また、技ではないが相手の顔をスカートにうずめるという行動も取る。

## 獲得タイトル
WCW
- WCWハードコア王座 : 1回
- WCW世界タッグ王座 : 2回（w / ジョニー・ザ・ブル）

OVW
- OVW南部タッグ王座 : 1回（w / グイドー）